# Pirelli Tire Building
El Pirelli Tire Building, también conocido como Armstrong Rubber Building, es un antiguo edificio histórico de oficinas en el barrio de Long Wharf en New Haven, Connecticut, Estados Unidos. Diseñada por el arquitecto moderno Marcel Breuer, la estructura es un notable ejemplo de brutalismo. Completado en 1970, se convirtió en hotel en 2020 y abrirá en el verano de 2021.

## Historia

### Inicios
Armstrong Rubber Co. inició la construcción del edificio por primera vez en 1966 con la presentación de una propuesta para desarrollar un sitio en la intersección de las carreteras interestatales 91 y 95 al entonces alcalde de New Haven, Richard C. Lee. Si bien la compañía originalmente propuso una estructura de poca altura, Lee sugirió un desarrollo de 8 a 10 pisos. En respuesta, el arquitecto del proyecto, Marcel Breuer, diseñó un plan que suspendía las oficinas administrativas de la empresa dos pisos por encima de un espacio de investigación y desarrollo de dos pisos. Según los informes, el espacio negativo entre las dos formas del edificio tenía la intención de reducir el sonido en las oficinas de los laboratorios de desarrollo de abajo.
La fachada del edificio está construida completamente con paneles de hormigón prefabricado diseñados para proporcionar protección solar y profundidad visual.
En 1988, Pirelli compró Armstrong Rubber y poco después vendió el sitio.

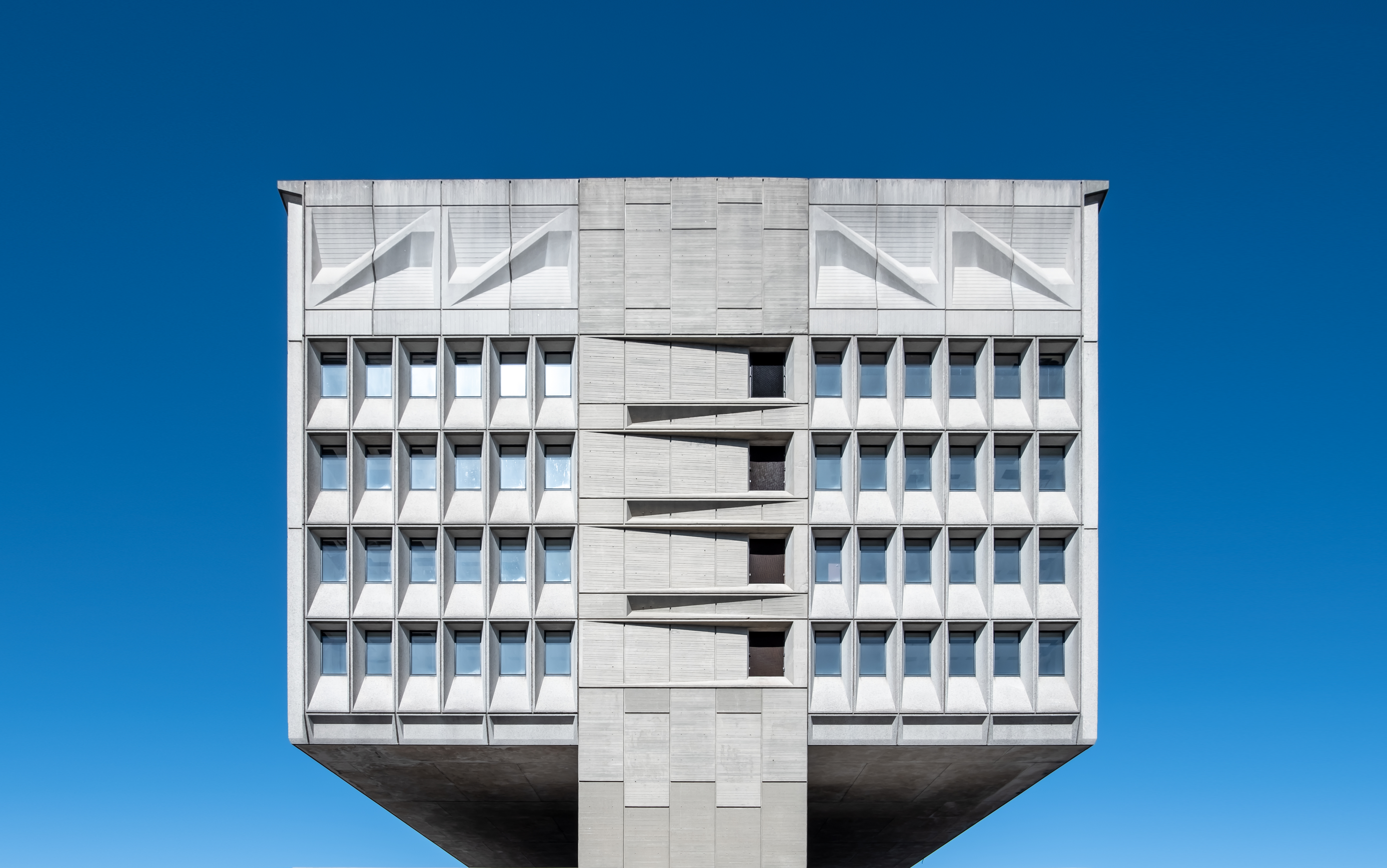
La fachada del edificio

La Alianza para la Arquitectura del Consejo de las Artes de New Haven agregó efectivamente el sitio al Registro Estatal de Lugares Históricos en 2000.

### Demolición parcial

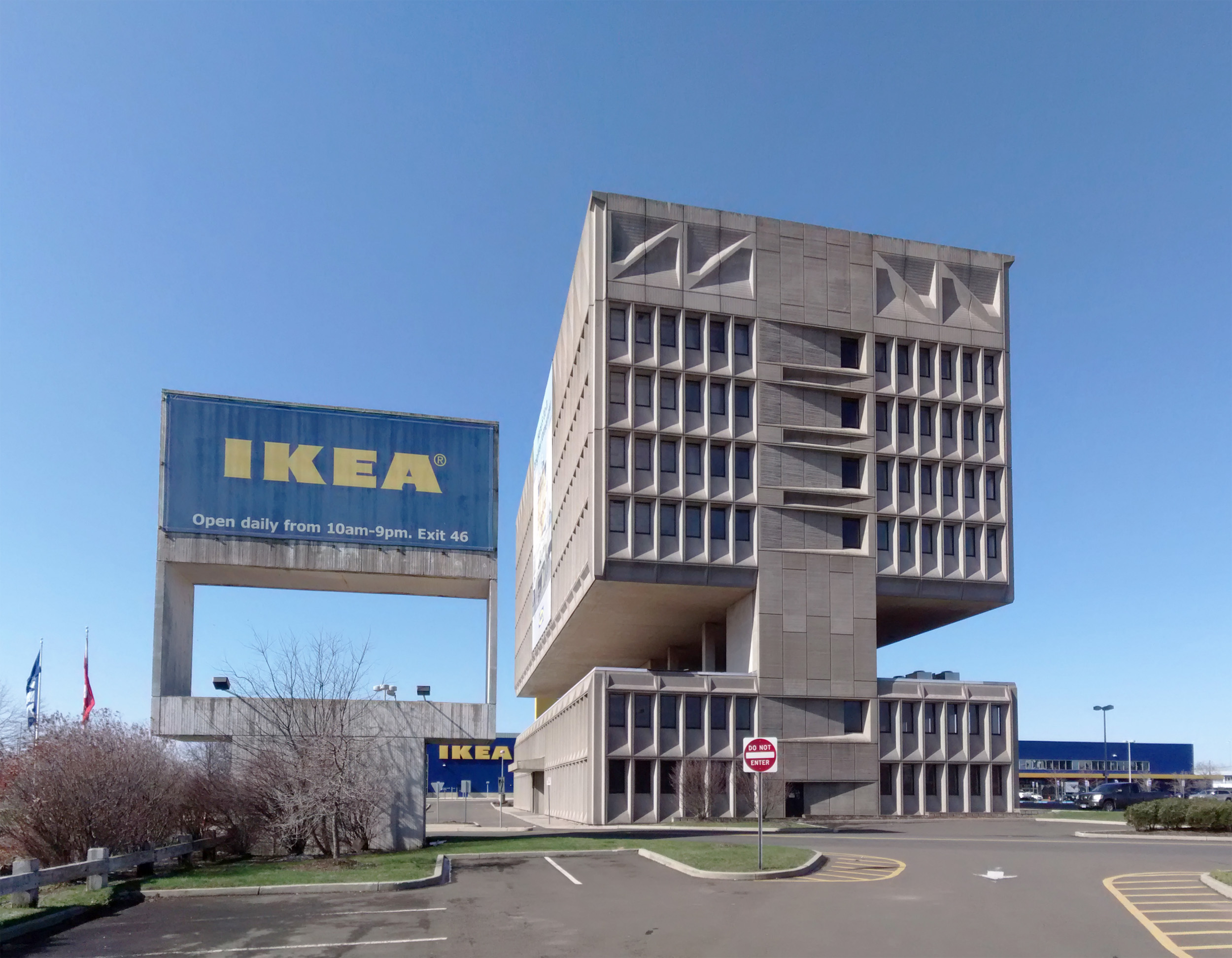
El edificio en 2014, el edificio de IKEA y el letrero visible en el fondo

El fabricante sueco de muebles, IKEA, compró el sitio en 2003, poco después de anunciar planes para construir una tienda adyacente y demoler una sección de 5945 m² del edificio para estacionamiento. El plan fue criticado por Long Wharf Advocacy Group, una coalición local que buscaba buscar alternativas para el sitio que conservaran mejor la estructura. El capítulo de Connecticut del Instituto Americano de Arquitectos también criticó el plan. A pesar de las críticas de la comunidad, IKEA demolió la mayor parte de la parte baja de la estructura para la construcción de un estacionamiento, salvando solo la parte debajo de las oficinas suspendidas; la demolición fue criticada por interrumpir el equilibrio visual asimétrico previsto de la estructura.

### Uso actual y futuro
El edificio de neumáticos Pirelli permaneció desocupado y en gran parte sin uso durante muchos años, lo que fue criticado por grupos de conservación como demolición por negligencia.
En 2017, el artista visual nacido en New Haven, Tom Burr, utilizó todo el primer piso de una exposición de arte conceptual titulada Body / Building.
En 2018, surgieron informes locales sobre el posible desarrollo de un hotel en el sitio.
En diciembre de 2019, la propiedad de 2.76 acres que contiene el edificio fue comprada a IKEA por 1,2 millones de dólares por Westport, arquitecto y desarrollador de Connecticut, Bruce Redman Becker, FAIA, de Becker + Becker, quien anunció planes para convertirlo en un "net-zero Energy Hotel boutique y centro de conferencias". Está previso que abra como el Hotel Marcel de 165 habitaciones, llamado así por su arquitecto, en el verano de 2021.

## Recepción
El edificio ha enfrentado considerables críticas públicas. Según un artículo de Business Insider de octubre de 2018, los residentes de Connecticut calificaron el edificio como el "más feo" del estado.